# Бруно Білер
Бруно Білер (нім. Bruno Bieler; 18 червня 1888, Гумбіннен — 22 березня 1966, Бад-Фаллінгбостель) — німецький воєначальник, генерал піхоти. Кавалер Лицарського хреста Залізного хреста.

## Біографія
Учасник Першої світової війни. За бойові заслуги відзначений численними нагородами. Після війни продовжив службу в рейхсвері.
З 29 вересня 1939 по 29 жовтня 1941 року — командир 73-ї піхотної дивізії. З 29 жовтня по 31 грудня 1941 року — командир 42-го армійського корпусу. З 1 січня по 31 жовтня 1942 року — командир 6-го армійського корпусу, однак з 9 квітня 1942 року Білер був звільнений від командування і перебував на лікуванні, а також відновлював здоров'я в курортному госпіталі у Бад-Наугаймі. З 19 листопада 1942 по 28 серпня 1943 року — командир 86-го армійського корпусу, очолював корпус з перервами, оскільки часто хворів. Після цього призначений заступником командир 9-го армійського корпусу і командувачем 11-го військового округу (21 серпня 1943 — 1 листопада 1944). З 15 серпня по 4 вересня 1944 року перебував на лікуванні у Бад-Пірмонті. 1 грудня 1944 року відправлений у резерв, 30 квітня 1945 року — у відставку.

## Звання
- Фенріх (18 листопада 1907)
- Лейтенант (18 серпня 1908)
- Оберлейтенант (25 лютого 1913)
- Гауптман (28 листопада 1917)
- Майор (1 квітня 1929)
- Оберстлейтенант (1 жовтня 1932)
- Оберст (1 жовтня 1934)
- Генерал-майор (1 березня 1938)
- Генерал-лейтенант (1 березня 1940)
- Генерал піхоти (17 грудня 1941)

## Нагороди
- Залізний хрест (Королівство Пруссія)
  - 2-го класу (17 вересня 1914)
  - 1-го класу (15 грудня 1916)
- Ганзейський Хрест (Гамбург) (23 лютого 1918)
- Орден «За заслуги» (Баварія) 4-го класу з мечами (20 квітня 1918)
- Хрест «За заслуги у військовій допомозі» (Королівство Пруссія) (4 листопада 1919)
- Сілезький Орел
  - 2-го ступеня (1 вересня 1921)
  - 1-го ступеня (30 вересня 1921)
- Почесний хрест ветерана війни з мечами (14 січня 1935)
- Медаль «За вислугу років у Вермахті» 4-го, 3-го, 2-го і 1-го класу (25 років) (2 жовтня 1936) — отримав 4 нагороди одночасно.
- Командор ордена Меча (Швеція) (22 квітня 1938)
- Застібка до Залізного хреста
  - 2-го класу (12 вересня 1939)
  - 1-го класу (30 вересня 1939)
- Лицарський хрест Залізного хреста (26 жовтня 1941)
- Медаль «За зимову кампанію на Сході 1941/42» (15 липня 1942)
- Кримський щит (23 серпня 1942)
- Німецький хрест в золоті (20 листопада 1942)